# Sacramentaire de Drogon
Le  Sacramentaire de Drogon (Paris, Bibliothèque Nationale, MS lat. 9428) est un manuscrit enluminé carolingien sur parchemin contenant les textes du sacramentaire, un des monuments des livres illustrés carolingiens.

## Contexte historique
Le Sacramentaire a été écrit et peint pour l'usage personnel du fils de Charlemagne, Drogon, évêque de Metz. Metz était un évêché important : Charles le Chauve a été couronné dans la basilique, et Louis le Pieux et son demi-frère illégitime Drogon l'évêque y sont enterrés. En 843, Metz devient la capitale du royaume de Francie médiane et certains conciles s'y tiennent.
La position de Drogon lui a permis d'être un des grands mécènes des arts du IXe siècle. Il a embelli sa cathédrale avec des œuvres parmi lesquelles figurent les plus importantes de l'art carolingien en termes de beauté et de préciosité. Parmi ceux qui ont survécu jusqu'à nos jours, se trouvent les trois manuscrits de l'école de la Cour, dont le Sacramentaire de Drogon est le plus mature et le plus accompli.

## Historique du manuscrit
Ce sacramentaire, qui contient toutes les prières dites par le prêtre officiant pendant l'année, a été conçu spécifiquement pour Drogon. Il se trouve être le dernier nom de la liste originelle des évêques de Metz contenue dans l'ouvrage. On n'y trouve enfin que les messes et cérémonies liturgiques célébrées par l'évêque lui-même. Il reste inachevé à la mort du commanditaire, car il comporte quelques lacunes et des pages laissées blanches. 
Le manuscrit reste conservé dans le trésor de la cathédrale Saint-Étienne de Metz jusqu'à la Révolution française. Il est alors déposé à la bibliothèque de l'école centrale de la ville. L'ancien bibliothécaire de la cathédrale et commissaire du gouvernement le fait saisir avec 15 autres manuscrits pour qu'ils soient envoyés à Paris. Il est réceptionné à la bibliothèque nationale le 17 novembre 1802.

## Description

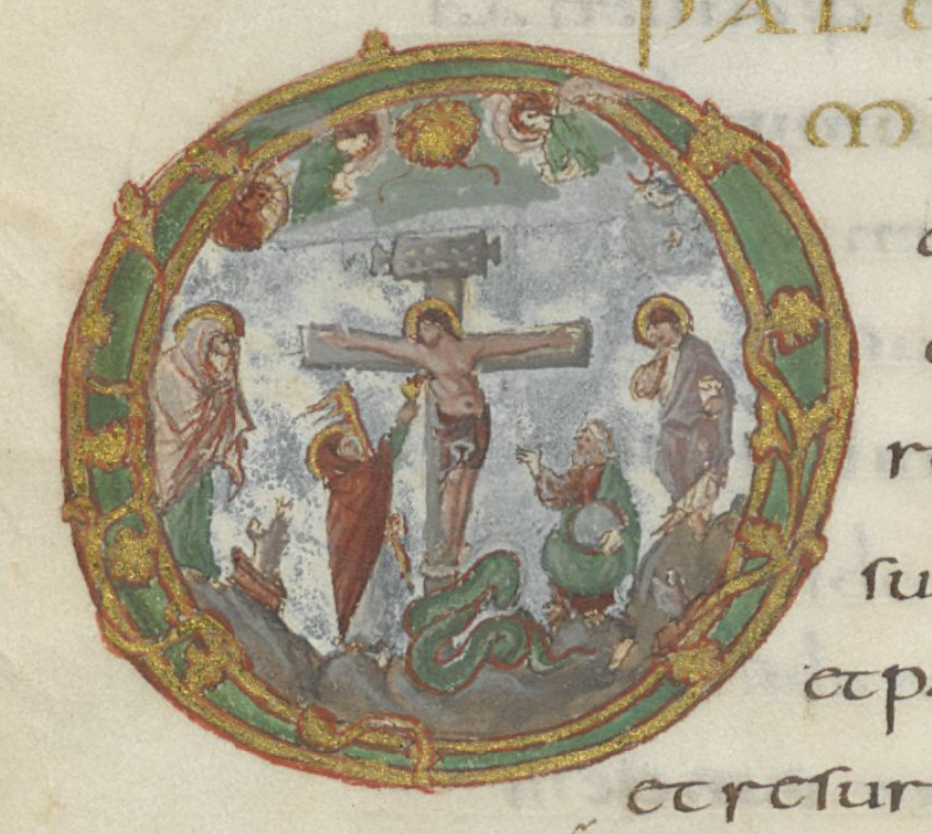
Crucifixion Christus triumphans

Ce Sacramentaire n'est pas le produit d'un scriptorium monastique, mais a pour origine l'école de la Cour du roi. Il contient 40 lettrines historiées de dimensions variables. Un exemple de son iconographie est l'initiale illuminée O pour les prières du Dimanche des Rameaux, qui contient une Crucifixion d'un type iconographique nouveau, que l'on appellerait Christ souffrant (christus patiens) plutôt que Christ triomphant sur la Croix (christus triumphans) comme cela était la tradition. Dans cette image, le corps mort et meurtri du Christ verse de l'eau et du sang, qui sont collectés par une image de femme reconnaissable en tant qu'Ecclesia, l'Église, dans le Saint Calice, qui deviendra plus tard la légende du Saint Graal. Le Serpent s'enroule à la base de la croix et des figures représentant le Soleil et la Lune sont témoins de l'événement par-dessus. Le style du manuscrit est aussi considéré comme représentant l'influence du mécène, et cela d'une manière inhabituellement uniforme montrant un petit groupe d'artistes travaillant en collaboration très proche.
Ses dimensions sont de 264 mm par 214 mm et compte 130 folios. Il est abondamment enluminé.

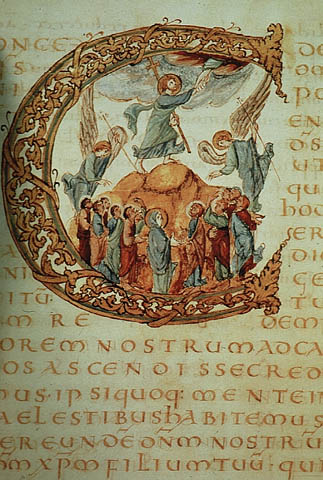
Folio du Sacramentaire de Drogon, ca. 850: Initiale décorée C.
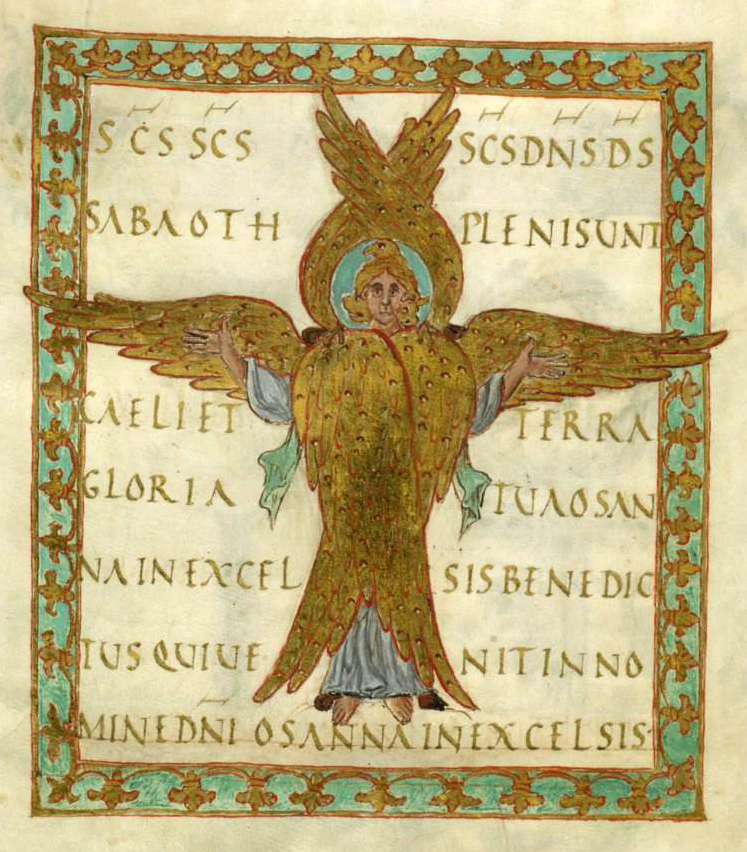
Miniature représentant un séraphin à six ailes déployées et au visage encadré par des têtes d’aigle, de lion et de bœuf (Ezech.1, 10), folio 15r.
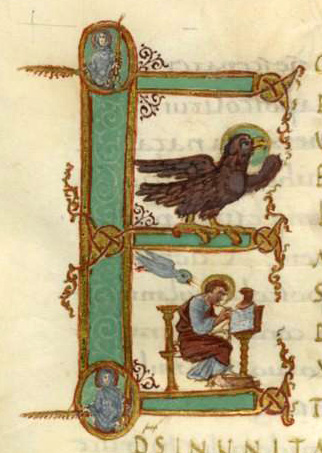
Détail du folio 29r.

## Le plat de reliure
Le plat de reliure en ivoire du Sacramentaire est travaillé dans la technique d'un bas-relief. Il se compose de neuf compartiments cloisonnés décrivant des scènes de la vie du Christ et de la liturgie, dans un style évoquant l'art paléochrétien. Une version numérisée en 3D est disponible sur Gallica

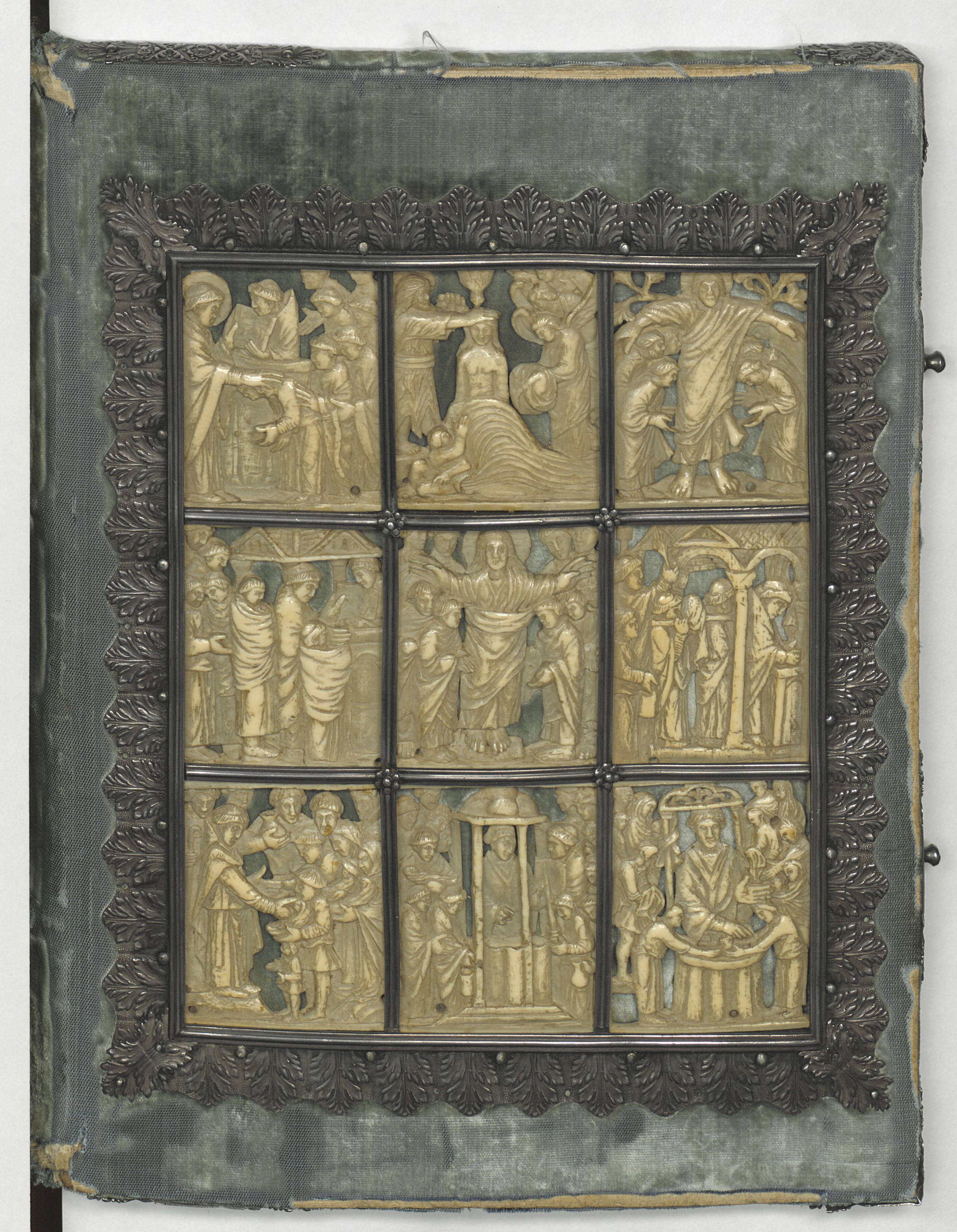
Ivoires du plat supérieur de la reliure.
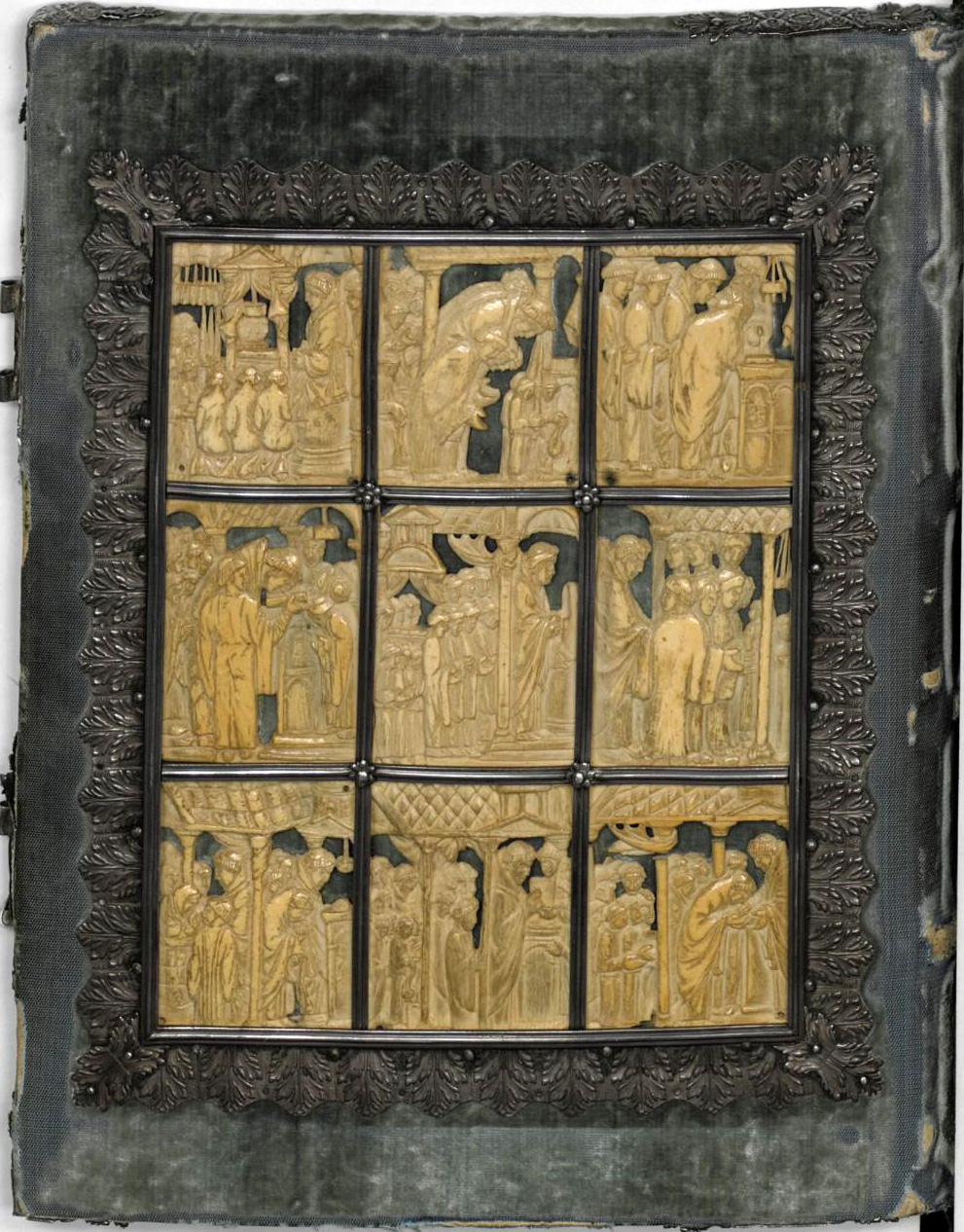
Plat inférieur de la reliure.

Les plaques d’ivoire ont été remontées à l’époque moderne dans un ordre différent et enchâssées dans une nouvelle monture d’argent. La restauration des plaques et de la monture, financée par la King Baudouin Foundation United States, a été menée dans le cadre du programme de restauration des reliures précieuses du département des Manuscrits en vue de leur exposition dans le futur musée Richelieu.